# Stomatella
Stomatella is een geslacht van weekdieren uit de klasse van de Gastropoda (slakken).

## Soorten
- Stomatella asperulata (A. Adams, 1850)
- Stomatella auricula Lamarck, 1816
- Stomatella callosa (P. Fischer, 1871)
- Stomatella capieri Poppe, Tagaro & Dekker, 2006
- Stomatella duplicata (G. B. Sowerby I, 1823)
- Stomatella esperanzae Rehder, 1980
- Stomatella gattegnoi Poppe, Tagaro & Dekker, 2006
- Stomatella haliotiformis Kuroda & Habe, 1961
- Stomatella illusa Iredale, 1940
- Stomatella impertusa (Burrow, 1815)
- Stomatella lintricula (A. Adams, 1850)
- Stomatella modesta H. Adams & A. Adams, 1864
- Stomatella monteiroi Poppe, Tagaro & Dekker, 2006
- Stomatella nebulosa (A. Adams, 1850)
- Stomatella oliveri (Iredale, 1912)
- Stomatella orbiculata A. Adams, 1850
- Stomatella planulata (Lamarck, 1816)
- Stomatella striatula (A. Adams, 1850)
- Stomatella terminalis (Verco, 1905)
- Stomatella ungula (Hedley, 1907)